# Oleria santineza
Oleria santineza är en fjärilsart som beskrevs av Richard Haensch 1903. Oleria santineza ingår i släktet Oleria och familjen praktfjärilar. Inga underarter finns listade i Catalogue of Life.

## Bildgalleri

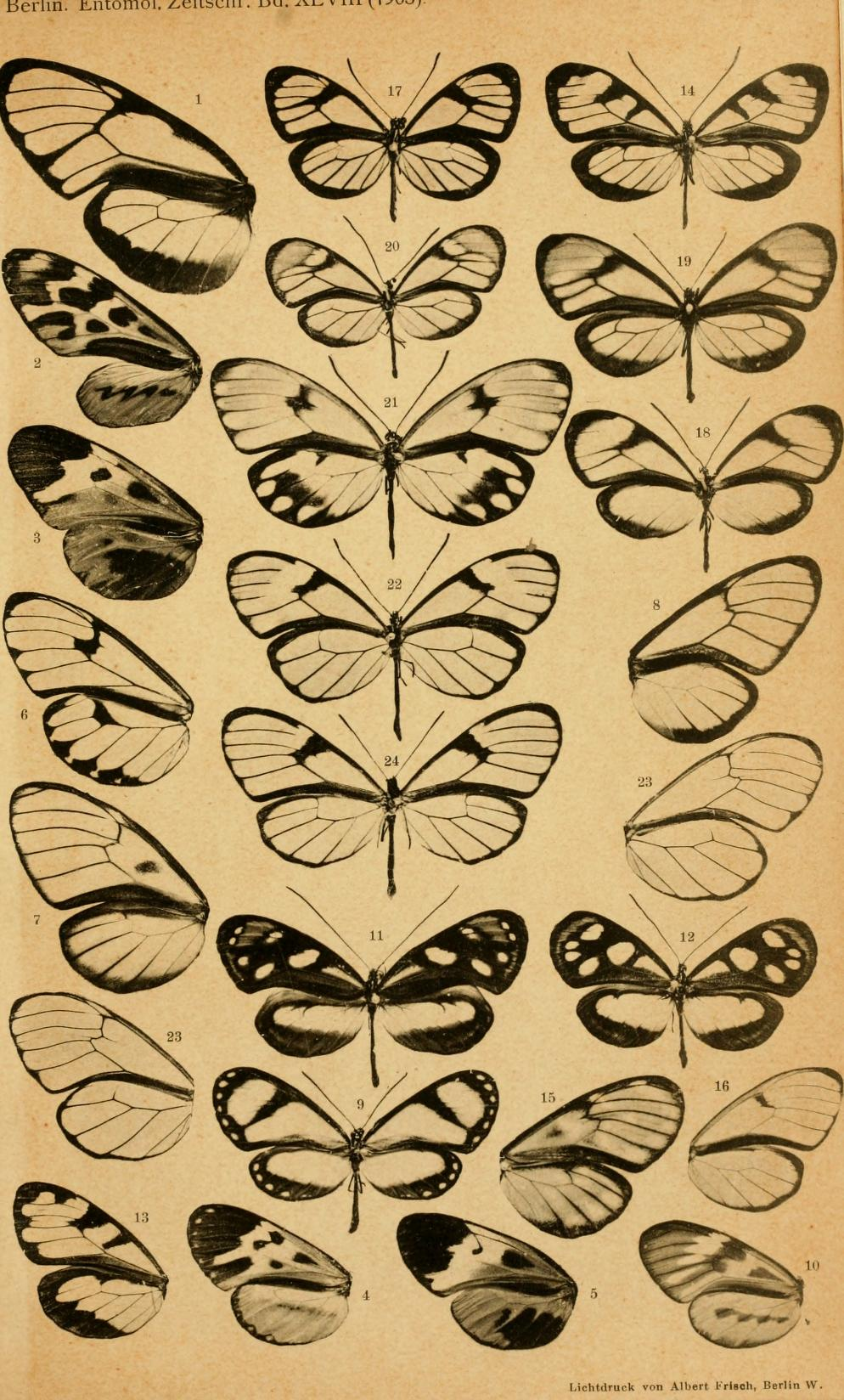